# Ігнатів Борис
Борис Ігнатів (англ. Boris Ignativ (Borys Ignatiu); нар.1921 Східна Україна — пом.2 червня 1979 Мельборн, Австралія) — український-австралійський видавець, друкар.

## Біографія
Закінчив Київський поліграфічний технікум, одержавши спеціальність друкаря.
Був складачем у провінційних газетах Київщини. Під час Другої світової війни попав у німецький полон, перебував на примусовій роботі у Німеччині.
Після розвалу Німеччині займав посаду друкаря в українських газетах і видавництвах; видав збірку поезій Олега Зуєвського «Золоті ворота» (1947). Був керівником друкарні тижневика «Неділя» в Ашафенбурзі.
1949 році приїхав до Австралії, привізши з собою український шрифт для лінотипного друку. Спочатку працював у друкарнях газетах «Єдність» (англ. The Concord; Аделаїда) та «Вільна Думка» (Сідней). Згодом у Мельборні організував власну друкарню. Крім комерційних робіт, видавав український сатиричний журнал «Перець» (1950–1952), газету «Українець в Австралії» (від 1957), «Кишеньковий Календар» (1959); сербську газету «Srpska misao» (від 1957).
Друкарня Ігнатова виконувала численні замовлення українських організацій, зокрема, у Вікторії. Найбільшим її досягненням став друк першого тому Союзу Українських Організацій в Австралії (СУОА) «Українці в Австралії» (1966, 862 ст.).

## Видання Б. Ігнатова

### Книжки
- Зуєвський О. «Золоті ворота», збірка поезій, Мюнхен. 1947.
- Дудко Ф. «Заметіль», оповідання [https://diasporiana.org.ua/wp-content/uploads/books/2552/file.pdf] / Авґсбург. 1948. – 122 ст.
- Онуфрієнко В. «Сталін у пеклі [Архівовано 4 березня 2016 у Wayback Machine.]», Гумористична поема (Новітня Енеїда) / Мельбурн. 1956 — 64 ст.
- «Кишеньковий Календар на 1959 рік [Архівовано 23 липня 2015 у Wayback Machine.]» / Мельбурн. 1959 — 48 ст.
- СУОА «Українці в Австралії [Архівовано 23 липня 2015 у Wayback Machine.]» / Мельбурн. 1966 — 862 ст.
- Гаєвська-Денес Л. «Казки та оповідання [Архівовано 23 липня 2015 у Wayback Machine.]» / Мельборн. 19586 — 43 ст.

### Газети
- «Перець» (1950–1952)
- «Українець в Австралії» (від 1957)
- «Srpska misao» (від 1957)